# Rio Silva Jardim
Der Rio Silva Jardim ist ein etwa 71 km langer Nebenfluss des Rio Benjamin Constant im Südwesten des brasilianischen Bundesstaats Paraná.

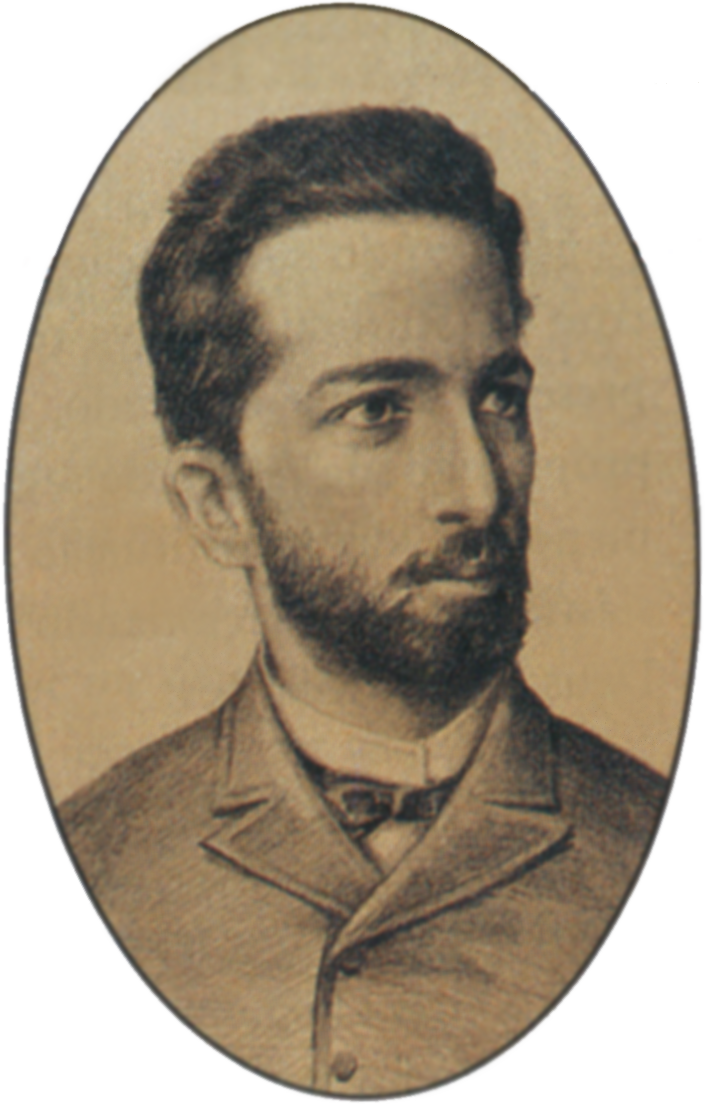
Antônio da Silva Jardim, Selbstbildnis

## Etymologie und Geschichte
Der Fluss wurde nach Antônio da Silva Jardim (1860–1891) benannt, einem brasilianischen Rechtsanwalt und Journalisten. Er war ein prominenter Vertreter der Ablösung der Monarchie durch die Republik. Nach deren Ausrufung erhielt er jedoch wegen seiner Radikalität keine politischen Ämter. Er starb auf einer Europareise im Krater des Vesuv.
Den Namen des Flusses legte eine Kommission zur Untersuchung der Gebiete im Südwesten von Paraná fest. Das Gebiet von Palmas zwischen Rio Iguacu und Rio Uruguay war zwischen Brasilien und Argentinien strittig gewesen. Erst 1895 wurde die Palmas-Frage durch einen Schiedsspruch des US-amerikanischen Präsidenten Grover Cleveland zugunsten von Brasilien entschieden. Die anschließend eingesetzte Regierungskommission gab den größeren bis dahin namenlosen Iguacu-Nebenflüssen die Namen bedeutender Persönlichkeiten aus Technik und Politik (Rios Ampére, Andrada, Benjamin Constant, Capanema, Cotegipe, Floriano, Gonçalves Dias, Siemens oder Silva Jardim).

## Geografie

### Lage
Das Einzugsgebiet des Rio Silva Jardim befindet sich auf dem Terceiro Planalto Paranaense (Dritte oder Guarapuava-Hochebene von Paraná).

### Verlauf
Sein Quellgebiet liegt im Munizip Matelândia auf 591 m Meereshöhe etwa 3 km östlich der Ortschaft Agro Cafeeira in der Nähe der BR-277.
Der Fluss verläuft in südlicher Richtung parallel zur Nationalparkgrenze in etwa 6 km Abstand. In seinem Ober- und Mittellauf durchfließt er landwirtschaftlich genutztes, dünn besiedeltes Land. Etwa 15 Entfernungskilometer vor seiner Mündung erreicht er den Nationalpark Iguaçu.
Er fließt auf der Grenze zwischen den Munizipien Serranópolis do Iguaçu und Matelândia von rechts in den Rio Benjamin Constant. Er mündet auf 253 m Höhe. Die Entfernung zwischen Ursprung und Mündung beträgt 33 km. Er ist etwa 71 km lang.

### Munizipien im Einzugsgebiet
Am Rio Silva Jardim liegen die zwei Munizpien Matelândia und Serranópolis do Iguaçu.

### Zuflüsse
Die wichtigsten der Nebenflüsse sind:
rechts:
- Côrrego Dalazem
- Côrrego Santo Antônio
- Rio Matelândia
- Côrrego Banana
- Rio Dourado

links:
- Côrrego Escondido
- Côrrego Suçui
- Côrrego Irajá